# Крућани
Крућани (рум. Cruceni) је насељено место у Румунији, у оквиру општине Фењ. Налази се у округу Тимиш, у Банату. По последњем попису из 2021. године у насељу живи 515 становника.

## Историја
По "Румунској енциклопедији" насеље је колонизовано 1722. године насељавањем Немаца. Они су 1780. године подигли римокатоличку цркву; а 1914. године нову. Мађари, њих 75 породица узгајивача дувана су колонизовани 1868. године. Друго досељавање Мађара десило се 1895. године.
Са жељезничке станице у месту су након Другог светског рата вагонима одвожени бројни Барагански прогнаници Срби.